# Osiedle Awaryjne (Nowa Sarzyna)
Osiedle Awaryjne – część miasta Nowa Sarzyna, w Polsce, w województwie podkarpackim, w powiecie leżajskim, w gminie Nowa Sarzyna.